# Strumigenys boltoni
Strumigenys boltoni is een mierensoort uit de onderfamilie van de Myrmicinae. De wetenschappelijke naam van de soort is voor het eerst geldig gepubliceerd in 2006 door Deyrup.